# Selenomethionin
Selenomethionin je přírodní aminokyselina, selenový analog methioninu. Jeho L-enantiomer je nejrozšířenější sloučeninou selenu v para ořeších, zrnech obilnin, sojových bobech, a luštěninách, zatímco Se-methylselenocystein či jeho γ-glutamylovaný derivát, je převažující formou selenu u kozinců, česneku, a brukví.
Selenomethionin bývá náhodně zařazován do biomolekul namísto methioninu. Snadno se oxiduje.
Selenomethionin má antioxidační účinky, je schopen zachycovat reaktivní formy kyslíku. Selen a methionin se také účastní tvorby a obnovování glutathionu, sloužícího u lidí a řady dalších organismů jako endogenní antioxidant.

## Vliv nahrazení síry selenem
Selen i síra patří mezi chalkogeny, mají tak mnoho společných chemických vlastností a záměna methioninu za selenomethionin by na strukturu a funkci bílkovin měla mít jen omezený vliv; zapojení selenomethioninu do tkáňových bílkovin a keratinu u dobytka, ptáků, a ryb ale vyvolává toxické účinky, konkrétně jde o vyhublost, ztrátu srsti, deformace kopyt, a poškození kloubů.
Zapojení selenomethioninu do bílkovin namísto methioninu usnadňuje určení struktury pomocí rentgenové krystalografie, kdy řeší fázový problém.

## Příjem v potravě
Selenomethionin je dostupný jako doplněk stravy. Organické formy selenu se v lidském těle absorbují snadněji než anorganické seleničitany.